# 壺井八幡宮
壺井八幡宮（つぼいはちまんぐう）は、大阪府羽曳野市壺井にある神社。旧社格は村社。武家の棟梁・河内源氏の氏神であり、源義家（八幡太郎義家）が愛用したとされる黒韋威胴丸（くろかわおどしどうまる・重要文化財）や天光丸の太刀（重要美術品）などが伝わっている。京都市の六孫王神社や川西市の多田神社と並ぶ源氏三神社の一つである壺井権現社がある。

## 歴史
一帯は河内源氏の本拠地で、寛仁4年（1020年）に源頼信が河内国国司に任じられて以降、頼信・頼義・義家の3代にわたって当地に居住し、河内源氏と呼ばれるようになった。
康平7年（1064年）5月15日、前九年の役に勝利して凱旋した源頼義が、河内源氏の氏寺・通法寺の北側で、現在地である河内国香呂峰の私邸の東側に社殿を造営し、河内源氏の氏神である石清水八幡宮（京都府八幡市）を勧請したのが当社の始まりである。この時、地名を香呂峰から壺井と改め、壺井八幡宮を武家源氏棟梁の河内源氏の総氏神とした。また頼義は出家後に、当社の西側に化輪寺（花輪寺・けりんじ）を建立し、慈覚大師作の阿弥陀如来像を安置している。社家の高木氏は、河内源氏・八幡太郎義家の六男（五男とする見方もある）・源義時（陸奥六郎義時）の子孫である。
その後、源頼義は、河内源氏の東国進出の拠点として、鎌倉にも石清水八幡宮を勧請した（鶴岡若宮、後の鶴岡八幡宮）。
天仁2年（1109年）、源義家の六男源義時が境内に摂社壺井権現社を創建し、河内源氏の崇廟とした。
頼義の5世孫である源頼朝が鎌倉幕府を開いた後は、河内源氏の総氏神は壺井八幡宮から鶴岡八幡宮に移り、壺井八幡宮は河内源氏の祖廟にして当地に土着した河内源氏である石川源氏の氏神となる。
南北朝時代から戦国時代にかけたびたび兵火にかかり荒廃した。現在の社殿は、元禄14年（1701年）、徳川綱吉の命により柳沢吉保が再建したものである。明治時代には八幡神社と称し、近隣の以下の神社が合祀された。また、村社に列せられている。
- 石丸神社（駒ヶ谷村大字通法寺。祭神 天照大神・武甕槌命・経津主命・天児屋根命・比咩大神・誉田別命）
- 神明神社（西浦村大字広瀬。祭神不詳）
- 式内・大祁於賀美神社（駒ヶ谷村大字大黒。祭神 高龗神。1955年（昭和30年）に独立）
- 八幡神社（西浦村大字広瀬。祭神 品陀別命）
- 式内・飛鳥戸神社（駒ヶ谷村大字飛鳥。祭神 百済昆伎王。1952年（昭和27年）に独立）

太平洋戦争後、現在の壺井八幡宮に改称した。

## 祭神
- 主祭神 - 誉田別尊、神功皇后、仲哀天皇
- 配祀神 - 玉織姫、武内宿禰

## 境内
- 本殿 - 元禄14年（1701年）に徳川綱吉の命により柳沢吉保が再建。
- 中門 - 元禄14年（1701年）に徳川綱吉の命により柳沢吉保が再建。
- 壺井権現社本殿 - 祭神：源頼信、源頼義、源義家、源義綱、源義光。摂社、壺井神社ともいう。天仁2年（1109年）、源義家の六男源義時が創建して河内源氏の崇廟としたもので、京都の六孫王神社や摂津国多田神社と並ぶ源氏三神社の一つである。元禄14年（1701年）に徳川綱吉の命により柳沢吉保が再建。
  - 壺井権現社拝殿 - 元禄14年（1701年）に徳川綱吉の命により柳沢吉保が再建。
- 社務所
- 楠（大阪府指定天然記念物） - 大阪みどりの百選にも選定されている[3]。
- 壺井水の井戸 - 源頼義ゆかりの井戸。

## 文化財

### 重要文化財
- 木造僧形八幡神及諸神坐像 5軀　頼円、実円作（2019年度指定）[4][5]
  - 附：墨画日課千躰地蔵菩薩像（神功皇后像内納入）1巻

僧形八幡神像、男神像、神功皇后像、童子神像（2躯）からなる。男神像と神功皇后像の像内に正平九年（1354年）の銘がある。
- 黒韋威胴丸 壺袖付（くろかわおどしどうまる つぼそでつき）

### 重要美術品
- 太刀 銘安綱 - 刀身には「天光丸」の号があり、通称『天光丸太刀』とされている。「河内名所図会」には、鬼切丸と同鐵で作られた雌雄の御太刀であり、源満仲から伝えられ、源義家が佩用したと記されている。

### 大阪府指定史跡
- 壺井八幡宮境内

### 大阪府指定天然記念物
- 壺井八幡宮の楠

### 羽曳野市指定有形文化財
- 石造燈籠 2基 - 元禄14年（1701年）柳沢吉保の寄進。

## 現地情報
所在地
- 大阪府羽曳野市壺井605-2

交通アクセス
- 最寄駅：近鉄南大阪線上ノ太子駅下車後、徒歩約15分